# Гансолчу
Гансолчу (рос. Гансолчу) — село у Ножай-Юртовському районі Чечні Російської Федерації.
Населення становить 225 осіб. Входить до складу муніципального утворення Аллеройське сільське поселення.

## Історія
Згідно із законом від 20 лютого 2009 року органом місцевого самоврядування є Аллеройське сільське поселення.

## Населення
| 1990 | 2002 | 2010 |
| ---- | ---- | ---- |
| 610  | ↘307 | ↘225 |